# Sašo Bertoncelj
Sašo Bertoncelj, slovenski telovadec, 16. julij 1984, Kranj. 
Bertoncelj je Škofjeločan, ki je v gimnastiki mojster konja z ročaji. 

## Življenjepis
Bertoncelj se je rodil v Kranju 16. julija 1984 očetu Milanu in materi Majdi Bertoncelj. Živi v Gorenji vasi pri Retečah v Škofji Loki. S športno gimnastiko se je spoznal že v zelo zgodnjih letih. Treninge v Športnem društvu Narodni dom je pričel pri sedmih letih. Že od samega začetka je njegov trener Sebastijan Piletič. Med njegove največje uspehe je vpisal 2 medalji z evropskih prvenstev (2010, 2014). 
V letu 2007 je postal univerzitetni prvak na konju z ročaji. Na sredozemskih igrah, je leta 2013 postal sredozemski prvak. V letih 2012 in 2013 je bil skupni zmagovalec lestvice svetovnega pokala na konju z ročaji. Zabeležil je 24 uvrstitev na stopničke svetovnega pokala, od tega 8 zmag. 
Januarja 2018 je Mednarodna gimnastična zveza po Sašu Bertonclju poimenovala telovadno vajo prvina bertoncelj. Tako je postal po Lojzetu Kolmanu, Aljažu Peganu in Alenu Dimicu še četrti slovenski telovadec, ki se je vpisal v gimnastično zgodovino s po njem imenovano prvino.

## Uspehi
- 2015: 1. na konju z ročaji, Evropske igre 2015 (Baku)
- 2014: 4. na konju z ročaji, Svetovno prvenstvo (Nanning)
- 2014: 3. na konju z ročaji, Evropsko prvenstvo (Sofija)
- 2014: 5. na konju z ročaji, svet. pokal (Osijek)
- 2014: 7. na konju z ročaji, svet. pokal (Ljubljana)
- 2014: 3. na konju z ročaji, svet. pokal (Doha)
- 2014: športnik leta 2013 po izboru Gimnastične zveze Slovenije
- 2013: 11. na konju z ročaji, SP (Antwerpen)
- 2013: 5. na konju z ročaji, svet. pokal (Osijek)
- 2013: 3. na konju z ročaji, VN (Szombathely)
- 2013: 1. na konju z ročaji, Sredozemske igre (Mersin)
- 2013: 1. na konju z ročaji, svet. pokal (Ljubljana)
- 2013: 7. na konju z ročaji, EP (Moskva)
- 2013: 5. na konju z ročaji, svet. pokal (Doha)
- 2013: 2. na konju z ročaji, svet. pokal (Cottbus)
- 2013: 4. na konju z ročaji, svet. pokal (La Roche sur Yon)
- 2012: 1. na konju v skupni razvrstitvi svetovnega pokala za 2012
- 2012: 5. na konju z ročaji, svet. pokal (Ostrava)
- 2012: 6. na konju z ročaji, svet. pokal (Maribor)
- 2012: 1. na konju z ročaji, svet. pokal (Osijek)
- 2012: 3. na konju z ročaji, svet. pokal A (Zibo)
- 2012: 1. na konju z ročaji, svet. pokal (Doha)
- 2012: 8. na konju z ročaji, svet. pokal (Cottbus)
- 2011: 1. na konju z ročaji, svet. pokal (Ostrava)
- 2011: 3. na konju z ročaji, svet. pokal (Osijek)
- 2011: 7. na konju z ročaji, Svetovno prvenstvo (Tokio)
- 2011: 3. na konju z ročaji, svet. pokal (Maribor)
- 2011: 8. na konju z ročaji, svet. pokal (Gent)
- 2011: 4. na konju z ročaji, univerzijada (Shenzhen)
- 2011: 2. na konju v skupni razvrstitvi svetovnega pokala za 2011
- 2011: 5. na konju z ročaji, svet. pokal (Moskva)
- 2011: 13. na konju z ročaji, EP (Berlin)
- 2011: 2. na konju z ročaji, svet. pokal (Doha)
- 2011: 2. na konju z ročaji, svet. pokal (Pariz)
- 2011: 3. na konju z ročaji, svet. pokal B (Cottbus)
- 2010: 3. na konju v skupni razvrstitvi svetovnega pokala za 2010
- 2010: 3. na konju z ročaji, svet. pokal (Glasgow)
- 2010: 4. na konju z ročaji, svet. pokal (Stuttgart)
- 2010: 5. na konju z ročaji, svet. pokal (Osijek)
- 2010: 8. na konju z ročaji, Svetovno prvenstvo (Rotterdam)
- 2010: 3. na konju z ročaji, svet. pokal (Ostrava)
- 2010: 6. na konju z ročaji, svet. pokal (Gent)
- 2010: 1. na konju z ročaji, svet. pokal (Moskva)
- 2010: 1. na konju z ročaji, svet. pokal (Maribor)
- 2010: 3. na konju z ročaji, Evropsko Prvenstvo (Birmingham)
- 2010: 6. na konju z ročaji, svet. pokal (Pariz)
- 2010: 1. na konju z ročaji, svet. pokal (Cottbus)
- 2009: 3. na konju v skupni razvrstitvi svetovnega pokala za 2009
- 2009: 4. na konju z ročaji, svet. pokal (Stuttgart)
- 2009: 2. na konju z ročaji, svet. pokal (Osijek)
- 2009: 12. na konju z ročaji, SP (London)
- 2009: 3. na konju z ročaji, svet. pokal (Doha)
- 2009: 3. na konju z ročaji, univerzijada (Beograd)
- 2009: 5. na konju z ročaji, svet. pokal (Moskva)
- 2009: 9. na konju z ročaji, svet. pokal (Glasgow)
- 2009: 2. na konju z ročaji, svet. pokal (Maribor)
- 2009: 8. na konju z ročaji, Evropsko prvenstvo (Milano)
- 2009: 3. na konju z ročaji, svet. pokal (Cottbus)
- 2009: 4. na konju z ročaji, svet. pokal (Montreal)
- 2008: 7. na konju z ročaji, finale serije tekmovanj za svet. pokal dveh sezon (2007, 08), Madrid
- 2008: 1. na konju z ročaji, DP (Ruše)
- 2008: 9. na konju z ročaji, svet. pokal (Stuttgart)
- 2008: 2. na konju z ročaji, svet. pokal (Ostrava)
- 2008: 8. na konju z ročaji, svet. pokal (Glasgow)
- 2008: 6. na konju z ročaji, svet. pokal (Barcelona)
- 2008: 6. na konju z ročaji, svet. pokal (Moskva)
- 2008: 11. na konju z ročaji, EP (Lozana)
- 2008: 5. na konju z ročaji, svet. pokal (Maribor)
- 2008: 9. na konju z ročaji, svet. pokal (Cottbus)
- 2008: 9. na konju z ročaji, svet. pokal (Doha)
- 2007: 3. na konju z ročaji, svet. pokal (Glasgow)
- 2007: 1. na konju z ročaji, svet. pokal (Ostrava)
- 2007: 1. na konju z ročaji, univerzijada (Bangkok)
- 2007: 7. na konju z ročaji, svet. pokal (Maribor)
- 2007: 11. konju z ročaji, svet. pokal (Pariz)
- 2006: 4. na konju z ročaji, svet. pokal (Glasgow)
- 2006: 11. na konju z ročaji, svet. pokal (Stuttgart)
- 2006: 4. na konju z ročaji, svet. pokal (Maribor)
- 2005: 6. na konju z ročaji, svet. pokal (Maribor)
- 2005: 13. na konju z ročaji, svet. pokal (New York)
- 2004: 1. na konju z ročaji, DP
- 2004: 22. ekipno, EP (Ljubljana)
- 2003: 1. na konju z ročaji, DP
- 2003: 12. na konju z ročaji, svet. pokal (Solun)
- 2003: 49. ekipno, SP (Anaheim)
- 2001: 9. na konju z ročaji, svet. pokal (Glasgow)